# Waterford Township (Michigan)
Pour les articles homonymes, voir Waterford Township.
Waterford Charter Township (souvent appelé simplement Waterford) est un township américain, situé dans le Michigan.
En 2020, la population du canton de Waterford était de 70 565 habitants.

## Communautés
Le canton de Waterford compte cinq communautés non constituées en municipalité :
- Clintonville (42°41′25″N 83°21′22″W / 42.69028°N 83.35611°W  ) est situé sur Walton Boulevard entre Clintonville Road et Sashabaw Road.
- Plaines de Drayton (42°41′03″N 83°22′38″W / 42.68417°N 83.37722°W  ) est situé à Dixie Highway à l'extrémité ouest de Loon Lake.
- Lac Elisabeth (42°38′14″N 83°23′18.0″W / 42.63722°N 83.388333°W  ) est une communauté de villégiature historique située sur le lac Elizabeth.
- Quatre villes (42°37′04″N 83°24′49″W / 42.61778°N 83.41361°W  ) est situé au croisement de Lochaven Road et Cooley Lake Road[2],[3].
- Village de Waterford (42°42′08″N 83°24′10″W / 42.70222°N 83.40278°W  ) est un village historique situé au croisement de Dixie Highway et Andersonville Road[4],[5].

## Histoire
Lewis Cass, le troisième gouverneur du territoire du Michigan, établit les limites du comté d'Oakland en 1819,. Le canton de Waterford est organisé en 1834.
En 1818, Oliver Williams choisit des terres dans le comté d'Oakland  qu'il achète pour deux dollars l'acre. Archibald Phillips et Alpheus Williams achètent ce qui deviendra plus tard Waterford Village.
En 1818, Oliver Williams et sa famille établissent la première colonie agricole du comté sur les rives de Silver Lake.
En 1819, Alpheus Williams et Archibald Phillips continuent leurs achats jusqu'à l'endroit où la rivière Clinton traverse l'ancien sentier Saginaw (maintenant connu sous le nom de Dixie Highway). Ils s'installent sur le site de l'actuel village de Waterford. Ici, la première maison du village de Waterford est construite par Alpheus Williams sur la rive nord de la rivière. Archibald Phillips construit sa maison en face du coin sud où Andersonville Road rencontre Dixie Highway.
Williams et Phillips construisent le premier barrage là où la rivière Clinton traverse le sentier Saginaw et érigent la première scierie.
Le canton est nommé Waterford en raison du grand nombre de lacs qui le recouvrent.

## Personnalités notables
- Todd Alsup (en), pianiste, auteur-compositeur-interprète
- Mary Barra, PDG, General Motors [11]
- Paul Fry (baseball) (en), joueur de baseball des Orioles de Baltimore
- Pat LaFontaine, ancien joueur de la LNH, intronisé au Temple de la renommée du hockey en 2003
- Kirk Gibson, ancien joueur de la MLB
- Gail Goestenkors (en), ancienne entraîneure en chef du basketball féminin, Université du Texas
- Michael L. Good (en), doyen, Faculté de médecine de l'Université de Floride
- Dylan Larkin, joueur de la LNH et capitaine des Detroit Red Wings
- Dave Marsh (en), critique musical
- Jim Miller, ancien joueur de la NFL
- Paul Mitchell, membre de la Chambre des représentants des États-Unis
- Kristopher Pooley (en), musicien de rock et directeur musical
- Jean (Racine) Prahm, bobeur olympien américain
- Brett Reed, entraîneur-chef de basketball masculin, Université Lehigh
- Trevor Strnad, chanteur principal, The Black Dahlia Murder